# River Tummel
Der River Tummel (schottisch-gälisch Abhainn Teamhail) ist ein Fluss im schottischen Hochland. Er liegt in der Council Area Perth and Kinross in der traditionellen Grafschaft Perthshire. 
Die Quelle des River Tummel ist Loch Rannoch. Der Fluss verlässt den See an dessen östlichem Ende in der Nähe der Ortschaft Kinloch Rannoch. Zunächst bewegt er sich in östliche Richtung, wobei er sowohl Dunalastair Water als auch Loch Tummel durchfließt, wo ihn die Tummel Bridge quert. Einige Kilometer nach dem Ausfluss aus Loch Tummel wendet sich die Richtung des River Tummel nach Südosten, um kurz darauf Loch Faskally zu durchfließen und die Ortschaft Pitlochry zu passieren. Zwei Kilometer südlich der Ortschaft Ballinluig mündet der River Tummel in den River Tay.
Der Fluss ist ein Angelgebiet, in dem vor allem Lachse, aber auch Forellen gefangen werden können. Außerdem wird der Fluss im Sommer zum Rafting genutzt. Die meisten Uferabschnitte des River Tummel gelten als ausgesprochen malerisch und sind daher ein beliebtes Wandergebiet. 